# Das Mitternachtskleid
Das Mitternachtskleid (englischer Titel: I Shall Wear Midnight) ist ein Fantasy-Roman von Terry Pratchett aus dem Jahr 2010. Es ist das vierte Buch, das Terry Pratchett dem Schicksal von Tiffany Weh widmet, zugleich sein 38. Scheibenwelt-Roman. Der englische Titel ist ein Zitat aus dem Scheibenwelt-Roman Ein Hut voller Sterne, wo Tiffany über das hexenübliche Tragen schwarzer Kleider sagt: „When I'm old I shall wear midnight, ...“ Das Mitternachtkleid gewann 2011 den Nebula Award.

## Handlung
Ort der Handlung ist das Kreideland. Tiffany Weh hat ihre Ausbildung beendet und lebt nun, fest etabliert, als Hexe in ihrer Heimat. Sie ist inzwischen im Teenageralter, steckt tief in der Pubertät und hat ihre erste große Liebe gerade hinter sich. Roland, der Sohn des Barons, von dem alle angenommen hatten, dass er und „Tiff“ irgendwann ein Paar würden, hat sich als der Falsche erwiesen. Tiffany leidet unter der Trennung, nachdem Roland seine zukünftige Ehefrau ins Schloss mitbringt. Lätitia, die Tochter eines benachbarten Herzogs, blond, blaublütig und mädchenhaft, repräsentiert alles, was Tiffany nicht hat, und was, bei genauerem Hinsehen, gewaltig auf die Nerven geht. Wobei sich im Laufe der Zeit herausstellt, dass die Probleme eigentlich von Lätitias dünkelhafter Mutter ausgehen.
„Der Tückische“, ein uraltes, körperloses Wesen, geboren aus Hass, Neid und Angst, wurde durch Tiffanys einstigen Kuss für den Winterschmied wiedererweckt. Seitdem macht er die Welt zu einem schlechteren Ort, ständig auf der Suche nach der mächtigen Hexe, die ihn zurück ins Leben brachte. Er vergiftet den Geist der Menschen, indem er das Schlechteste in ihnen zum Vorschein bringt und ängstliches Misstrauen in ihrem Denken die Oberhand gewinnen lässt. Ein direktes Zusammentreffen zwischen Tiffany und dem „Tückischen“ ist unvermeidlich und die verschiedenen Erzählstränge des Romans arbeiten konsequent darauf zu.
Zunächst misshandelt ein Mann im Kreideland seine schwangere Tochter so brutal, dass sie ihr ungeborenes Kind verliert. Tiffany verhindert, dass ein wütender Mob den Mann lyncht und gibt seine traumatisierte Tochter in die Obhut der Kelda der „Wir-sind-die-Größten!“ Tags darauf geht das Gerücht, Tiffany habe das Mädchen entführt bzw. die räuberischen Kobolde hätten sie geraubt und hielten sie irgendwo gefangen. Mitten in diesem Kuddelmuddel stirbt der alte Baron unter Tiffs pflegenden Händen. Eine selbstgefällige Pflegerin beschuldigt sie diesen Tod verursacht und außerdem Geld gestohlen zu haben. Ihr Ruf als Hexe wird stündlich schlechter, aber sie ignoriert die Warnsignale und fliegt nach Ankh-Morpork, um Roland, der dort mit Lätitia Hochzeitseinkäufe tätigt, vom Tod seines Vaters zu unterrichten.
Um die Suche nach Roland in der großen Stadt zu beschleunigen, hat Tiffany einige Dutzend „Wir-sind-die-Größten!“ mitgenommen. Bekanntermaßen sind sie ausgezeichnete Finder, vor allem, wenn vordringlich Gasthäuser und Kneipen durchsucht werden müssen. Auf dem Flug spielen „Die Größten“ mit Streichhölzern und setzen den Besen in Brand, weshalb sie die Stadt zu Fuß betreten müssen. Während die „Wir-sind-die-Größten!“ nach Roland suchen, sucht Tiffany in der Zehntes-Ei-Straße 4 'Boffos Scherzartikelladen' auf. Frau Prust, die Inhaberin und selbst eine Hexe, hilft ihr den ruinierten Besen repariert zu bekommen und erzählt ihr die Geschichte vom „Tückischen“. Tiffany ist fasziniert aber auch verärgert. Sie findet es total unfair, dass sie, wegen des Versuches, den Fehler mit dem Winterschmied wieder gut zu machen, ein noch größeres Übel zu verantworten haben soll.
„Die Größten“ finden Roland und Tiffany überbringt ihre Botschaft. Weil aber die tüchtigen Sucher während ihrer Suche gewisse elementare Schäden verursacht haben, verbringt sie, als die quasi Verantwortliche, die folgende Nacht im Gefängnis. Dinge können beschädigt werden und beschädigte Dinge können wieder hergestellt werden, das wissen auch die Größten und rekonstruieren das zerstörte Gasthaus „Des Königs Kopf“ fast originalgetreu. Wegen des „fast“ bittet Kommandeur Mumm sehr nachdrücklich darum, dass Tiffany und ihre Begleiter die Stadt umgehend verlassen. Der Gefallen wird ihm getan.
Zuhause sind die Gerüchte inzwischen eskaliert. Roland, sehr verärgert und missmutig, sieht sich jedenfalls gezwungen Tiffany in Gewahrsam zu nehmen, was dieser nicht ganz unrecht ist, weil sie im gemütlichen Schlossgefängnis endlich wieder einmal ausschlafen kann. Inzwischen ist klar, dass die Beerdigung des alten Barons und die Hochzeit des jungen Paares an zwei aufeinander folgenden Tagen erfolgen müssen. Eine verschobene Hochzeit bringt nämlich Unglück, und der Baron muss einfach endlich unter die Erde. Tiffany ist sicher, dass „Der Tückische“ genau diesen Zeitpunkt wählen wird, um sie zu vernichten. Frau Prust bestätigt diese Annahme. Sie kommt extra aus der Stadt, um Tiffany zu warnen, dass das Monster inzwischen einen Körper hat und auf dem Weg ist.
Die Beerdigung und Hochzeit bringen viele Gäste ins Schloss. Außer vielen Adeligen aus den angrenzenden Königreichen sind auch Hexen in größerer Zahl angereist, an ihrer Spitze Esmeralda Wetterwachs. Sie interessieren sich vor allem dafür, wie und ob Tiffany mit „Dem Tückischen“ fertig wird. Die Feierlichkeiten nehmen ihren geordneten Gang. Frau Prust setzt, dank ihres ausgezeichneten Personengedächtnisses, die Brautmutter unter Druck, damit diese stillhält. Das entspannt auch Tiffanys Verhältnis zur Braut erheblich, die sich, auf den zweiten Blick, sogar als ziemlich nett und nebenbei auch noch recht magisch begabt herausstellt. In diesem Zusammenhang erweist sich, dass Lätitia ebenfalls nicht ganz unschuldig am Erscheinen „Des Tückischen“ war.
Am frühen Morgen des Hochzeitstages trifft „Der Tückische“ im Kreideland ein. Mit Hilfe von Preston, einem erstaunlich gebildeten Mitglied der Schlosswache, lockt ihn Tiffany in eine feurige Falle und verheiratet gleichzeitig, in einem archaischen Ritus, Roland und Lätitia. Damit ist alles gut. Zudem zeichnet sich ab, dass Tiffany mit Preston den Mann ihres Herzens gefunden haben könnte.

## Ausgaben
- Das Mitternachtskleid. Übersetzt von Regina Rawlinson. Manhattan, München 2011, ISBN 978-3-442-54638-1
- Das Mitternachtskleid. Gekürztes Hörbuch. Gelesen von Boris Aljinovic. Random House Audio, München 2011, ISBN 978-3-8371-1065-4
- Das Mitternachtskleid. Ungekürztes Hörbuch. Gelesen von Michael-Che Koch. Random House Audio, München 2014, ISBN 978-3-8371-1561-1